# San Juan del Cesar
San Juan del Cesar es un municipio colombiano del departamento de La Guajira. Se encuentra en el valle del río Cesar, entre la sierra nevada de Santa Marta y la serranía del Perijá.

## Historia
Históricamente la región fue habitada por indígenas Tupes, Coyaimas, Conopans y Marocazos, hasta la llegada de los colonizadores españoles bajo el mando del sargento Félix Arias, quien fundó la localidad el 24 de junio de 1701.
Los españoles y criollos formaron extensas haciendas en la región para la ganadería y la agricultura. Durante el siglo XX, el municipio de San Juan se convirtió en uno de los más prósperos del Magdalena Grande y luego del departamento de La Guajira.
A partir de la década de 1980, en medio del conflicto armado colombiano, los grupos guerrilleros como las FARC y el ELN empezaron a incursionar en la zona secuestrando, extorsionando y asesinando a los finqueros. Las guerrillas atacaron el principal sustento de la economía en la región, lo que ocasionó el desplazamiento de gran parte de la población hacia Valledupar o Riohacha. Las FARC en particular usaban el corredor del municipio de San Juan del Cesar entre el mar Caribe, la Sierra Nevada de Santa Marta, la serranía del Perijá y Venezuela para el transporte de armas, secuestrados y droga.
Grupos paramilitares afiliados a las Autodefensas Campesinas de Córdoba y Urabá (ACCU), llamadas luego Autodefensas Unidas de Colombia (AUC), empezaron a incursionar en el sur de La Guajira en 1997, incluyendo San Juan, para quitarle el control de armas, narcotráfico e influencia a las guerrillas de las FARC y el ELN. Dos de sus máximos líderes fueron capturados temporalmente en San Juan del Cesar en esta época; Rodrigo Tovar Pupo, alias Jorge 40, y Salvatore Mancuso.
En la región, las AUC extorsionaban, robaban a los ganaderos y agricultores y amedrentaban a la población civil. En 2002, paramilitares del Frente Contrainsurgencia Wayúu de las AUC perpetraron una masacre en San Juan del Cesar, asesinando a cuatro personas.
El 14 de agosto de 2002 el Frente 59 de las FARC realizó un ataque terrorista en el corregimiento Villa del Río del municipio de San Juan del Cesar, donde asesinaron a cuatro personas.

## Geografía
Limita al norte con los municipios de Riohacha (capital del departamento), Distracción y Fonseca, por el sur con los municipios de Villanueva, El Molino y el departamento de Cesar, al oriente con Venezuela, y por el occidente con Riohacha, Dibulla y el departamento del Cesar.
El río Cesar nace en la Sierra Nevada de Santa Marta en inmediaciones del municipio de San Juan del Cesar. Al bajar de la Sierra Nevada, el cauce pasa por la cabecera municipal de San Juan del Cesar y toma rumbo hacia el sur en dirección del departamento del Cesar.

## División político-administrativa
Además de su cabecera municipal. San Juan del Cesar tiene bajo su jurisdicción los centros poblados:
- Boca del Monte
- Cañaverales
- Caracolí
- Corral de Piedra
- Corralejas
- Curazao
- El Hatico de los Indios
- El Placer
- El Tablazo
- El Totumo
- Guamachal
- Guayacanal
- La Junta
- La Peña
- La Sierrita
- Lagunita
- Los Cardones
- Los Haticos
- Los Pondores
- Los Pozos
- Los Tunales
- Pondoritos
- Veracruz
- Villa del Río
- Zambrano

## Cultura

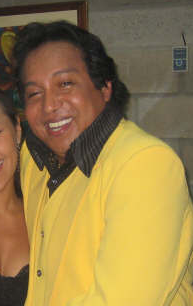
Diomedes Díaz Maestre, nacido en la finca Carrizal del centro poblado La Junta, San Juan del Cesar.

San Juan del Cesar ha sido cuna de varios artistas de la música vallenata, entre los que se destacan Diomedes Díaz, nacido en la finca Carrizal del centro poblado La Junta. También nacieron en el municipio los acordeoneros Juancho Rois, Nicolás Elías Mendoza, Franco Argüelles, Emerson Plata, Ronald Urbina, Alfredo Gámez; los cantantes Álex Duarte, Nelson Velásquez y Ana del Castillo; y los compositores Hernando Marín Lacouture, los hermanos Roberto, Efrén y Amilkar Calderón Cujia, Hernán Urbina Joiro, Marciano Martínez, Luis Egurrola Hinojosa y Máximo Movil, entre otros.
La sanjuanera María Teresa Egurrola Hinojosa fue elegida Señorita Colombia en 1988.
En San Juan del Cesar se celebra el Festival Nacional de Compositores de Música Vallenata cada año durante los primeros días del mes de diciembre.

## Transporte
El municipio de San Juan del Cesar cuenta con una carretera que comunica con la capital departamental de La Guajira, Riohacha, y el municipio de Maicao, el cual conecta con la vía hacia Paraguachón-Venezuela. En esta vía, San Juan se conecta con los municipios de Hatonuevo, Barrancas, Fonseca y Villanueva; por el occidente, conecta con la Transversal del Caribe, que comunica con Barranquilla y Santa Marta, y los municipios guajiros de Dibulla y Riohacha.
Cuenta también con una vía alterna hacia Valledupar que comunica a San Juan del Cesar con los corregimientos de Badillo, Patillal y Río Seco.

## Sitios turísticos
En 2021, San Juan del Cesar fue seleccionado por el Fondo Nacional de Turismo (Fontur) entre 25 municipios para la iniciativa "Pueblos que enamoran", debido a su sitios históricos y atracciones turísticas, en particular, las atracciones de la Ruta del Cacique.

### Iglesias
En 1973, la comunidad del municipio decidió recolectar fondos para la construcción de una nueva iglesia. La antigua iglesia fue demolida mientras que el párroco Manuel Antonio Dávila ordenó la construcción de una pequeña capilla junto al cementerio del municipio para preservar los objetos e imágenes de la antigua iglesia, además de realizar misas mientras se construía la nueva iglesia. La construcción del templo, el cual hoy se conoce como la parroquia de San Juan Bautista, fue dirigida por el arquitecto de Barranquilla Carlos Makis Ordóñez, el proceso de construcción duró entre 1944 a 1945.
Las parroquias de San Juan Bautista, El Divino Niño y Nuestra Señora del Carmen ubicadas en la cabecera municipal son mantenidas por la administración municipal para eventos religiosos. Además, el municipio tiene iglesias categorizadas como bienes de interés cultural por el Ministerio de Cultura, como la Iglesia del corregimiento de Lagunita, la cual fue designada patrimonio material en julio de 2003,cuyas eucaristías son organizadas en honor al patrón del corregimiento, San Rafael Arcángel. Otra parroquia que ha sido considerada como bien de interés cultural desde 2003 es la iglesia de San Francisco de Asís en el corregimiento de Pondores, al sur de la cabecera municipal.

### Museos y galerías
La municipalidad contiene la Casa de la Cultura Manuel Antonio Dávila, la cual esta adcrista a la Oficina de Gestión Social y a la Secretaría de Educación. Esta casa de la cultura fue declarada bien de interés cultural en julio de 2003 junto a las iglesias de los corregimientos del municipio. En este edificio se ha organizado eventos culturales como concursos de fotografías históricas.
En el corregimiento de La Junta se encuentra el Museo de la Ventana Marroncita, que hace parte de la Ruta del Cacique, y que exhibe pertenencias y fotos de Diomedes Díaz.El corregimiento de La Junta también posee una galería de la hija mayor de Diomedes, Rosa Elvira Díaz Mejía, la cual exhibe efectos personales.En el parque del cacique de La Junta también se halla una estatua de 4,5 m de alto de Díaz. En Carrizal, ubicada a 4 kilómetros de la Junta, se encuentra la finca que fue de propiedad de Rafael Díaz, padre de Diomedes; allí se encuentra el museo más completo sobre la vida del artista, discografía, galería fotográfica, cancioneros, sala oro y platino. 

## Servicios públicos
- Energía Eléctrica: Air-e, del grupo EPM, es la empresa prestadora del servicio de energía eléctrica.
- Gas Natural: Gases de La Guajira es la empresa distribuidora y comercializadora de gas natural en el municipio.